# Litophyton arboreum
Litophyton arboreum är en korallart som beskrevs av Forskal 1775. Litophyton arboreum ingår i släktet Litophyton och familjen Nephtheidae. Inga underarter finns listade i Catalogue of Life.

## Bildgalleri

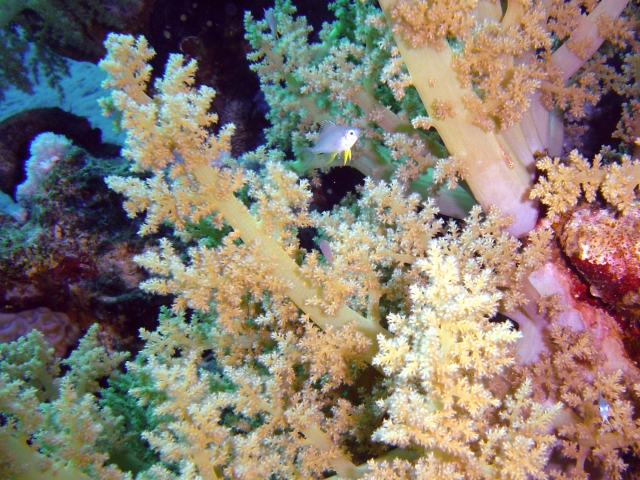
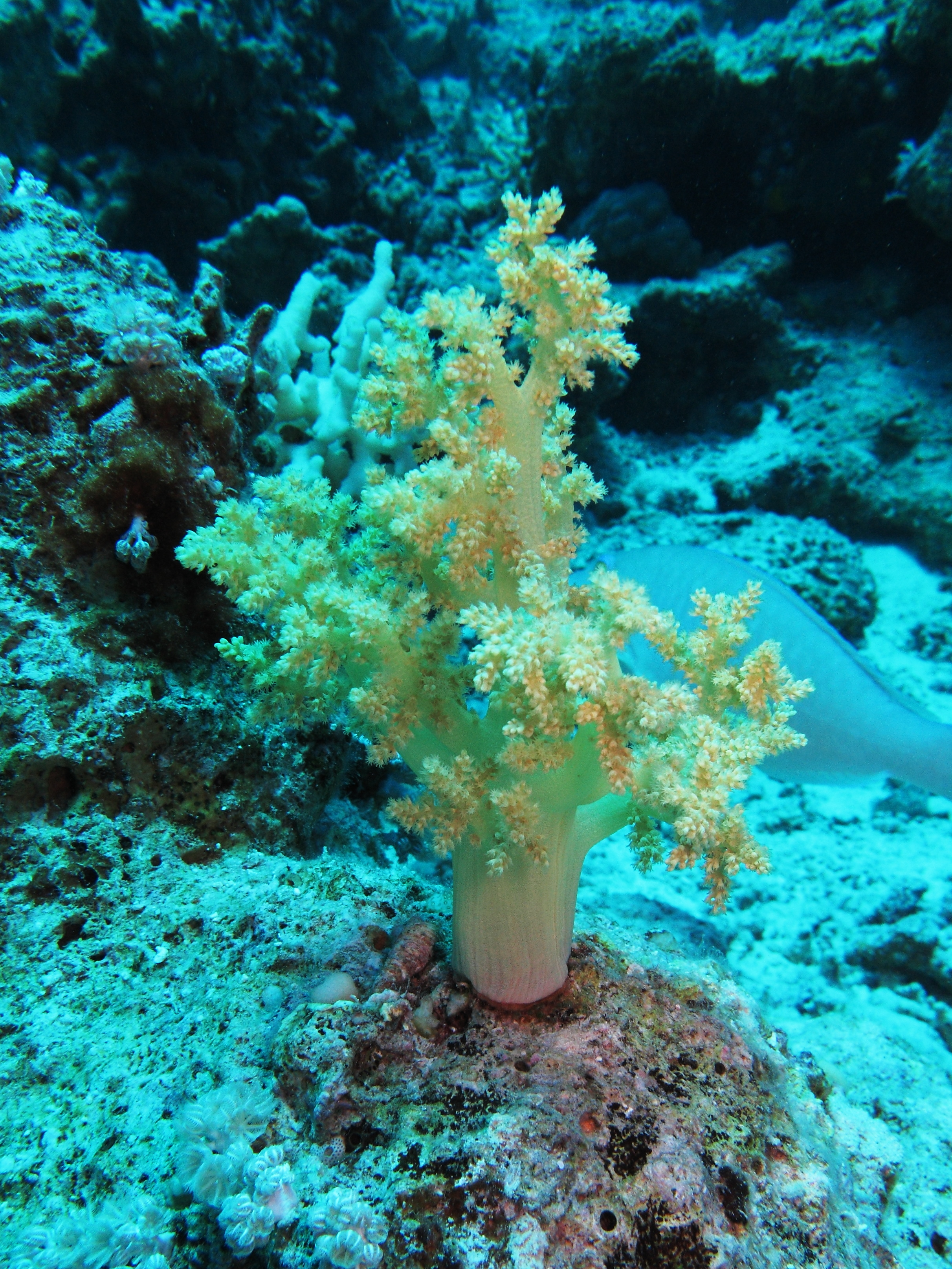